# Marianne Hainisch
Marianne Hainisch nata Perger (Baden, 25 marzo 1839 – Vienna, 5 maggio 1936) è stata un'attivista austriaca fondatrice e leader del movimento femminista austriaco. È la madre del secondo presidente d’Austria Michael Hainisch (1920-1928).

## Biografia
Marianne era figlia di Josef Perger, il quale possedeva alcune fabbriche a Hirtenberg.
Nel 1857 sposò l'industriale Michael Hainisch, proprietario di una fabbrica di filatura ad Aue, con il quale ebbe i due figli: Michael e Maria; nel 1868 la famiglia si trasferì a Vienna. Nella prima metà del XIX secolo la loro attività andò in crisi a causa delle difficoltà di acquistare cotone idrofilo dagli Stati Uniti, in cui si stava combattendo guerra civile.
Resasi conto di quanto fosse difficile trovare un impiego per le donne della classe media, nel 1870 Hainisch scrisse un articolo intitolato "Riguardo all'istruzione delle donne" che però non venne pubblicato da alcun giornale; presentò il suo articolo in una riunione del 25 marzo 1870, culminata con un appello rivolto alla città di Vienna affinché istituisse classi scolastiche parallele per ragazze.  Il compimento di questa sua impresa venne ampiamente riportato sui giornali e ne conseguì che la Prima Cassa di Risparmio austriaca donò 40.000 fiorini per la fondazione di una scuola femminile.
Nel 1888 Hainisch fondò la Lega per l'estensione dell'istruzione femminile, che diede il permesso alle donne di iscriversi alla scuola superiore. Nel 1902 fondò la Federazione delle organizzazioni femminili austriache e ne fu presidente fino al 1918.  Il 17 ottobre 1906 convocò una riunione del Komitee für Frauenstimmrecht (Comitato per il suffragio femminile), accogliendo le oratrici Carrie Chapman Catt e Aletta Jacobs, che avevano partecipato poco prima alla Conferenza di Copenaghen dell'International Woman Suffrage Alliance. Friederike Zeileis fu la traduttrice di Catt e Hainisch notificò al gruppo che erano state raccolte migliaia di firme su una petizione da presentare a breve al legislatore sollecitando l'abrogazione della sezione 30 della legge sull'associazione, parte del codice civile che negava alle donne l'autorità politica. Nel 1919 fu eletta vicepresidente del Consiglio internazionale delle donne a cui la Federazione era stata affiliata nel 1904, carica che mantenne fino al 1924.
Nell'autunno del 1918 Marianne si unì al Partito Civile-Democratico e undici anni dopo fu co-fondatrice del Partito delle Donne Austriache.
Marianne Hainisch è considerata l’ideatrice della festa della mamma in Austria, che viene celebrata dal 1924. Nel 1967 la sua città natale di Baden fece erigere una statua in suo onore. Nel 1989 l'Austria emise un francobollo commemorativo in occasione del 150º anniversario della sua nascita. Nel 2002 Vienna ha intitolato una strada a suo nome.

## Opere
- Zur Frage des Frauenunterrichts (Sulla questione dell'istruzione femminile), Vienna, 1870
- Die Mutter 1913.